# 港匯指數
港匯指數，全稱港元實際匯兌指數（Effective Exchange Rate Index for the Hong Kong Dollar，簡稱ERRI）是由香港政府統計處編製的一項指數，以反映港元與香港主要貿易夥伴國家或地區之貨幣的名義有效匯率加權平均數的變動情況，香港政府會在每個股市交易日下午四時公佈當日港匯指數。
港匯指數的作用，主要是用於反映香港的貨品及服務的價格相對於其主要貿易夥伴的變動，並通常被視作反映香港價格競爭力的指標。

## 歷史
港匯指數由1971年設立至今，曾有六次指數系列權數的修訂，分別為1983年1月、1987年11月、1995年4月1日、2002年1月2日、2011年12月1日與2022年1月3日，主要為參考之貨幣籃子以商品外貿比重輕重而更動、另外籃子內各貨幣的權數，是根據修訂前一年香港對外商品貿易的模式（即籃子內貨幣所在國家或地區之貿易總值加權、進口貨值加權、整體出口貨值加權而調整），並以該年一月的平均每日匯率為比較基礎（即設定此月為基期，基數為100點）。

## 外部連結與參考
- . 政府統計處.   [2024-10-20]. （原始内容存档于2025-04-10）.
- . 政府統計處.   [2024-10-20]. （原始内容存档于2025-04-10）.（專題文章，包含歷次修訂之說明介紹）
- 美元指数（1973年3月起由洲际交易所集团（ICE）建立與發佈至今）
- 澳匯指數（2000年起由澳門金融管理局編算，同樣反映澳門幣與澳門主要貿易夥伴之貨幣之有效匯率加權平均數，曾於2004年與2012年修訂，並於每月與外匯儲備數字一同公佈）
- 人民币汇率指数